# Palazzo Vescovile Nuovo
Il Palazzo Vescovile Nuovo si trova nel centro di Pistoia.
Fu eseguito a partire dal 1787 da Stefano Ciardi su commissione del vescovo Scipione de' Ricci. L'impianto assai semplice è arricchito dal portico sormontato dalla terrazza. Le decorazioni di gusto classicistico sono molto ridotte e le tecniche (dagli intonaci a finto bugnato alle cornici finte) e i materiali (la pietra è presente solo nelle colonne, nella trabeazione e nel terrazzo) indicano il rigore e il controllo economico esercitato dal committente.
La facciata rivolta all'interno sull'ampio giardino appare più articolata e ricca di elementi derivati dal tardo manierismo, come la loggia, le lesene, i timpani spezzati, il cornicione aggettante. All'interno si trova la cappella, decorata da stucchi e pitture in azzurro e oro. All'altare è una pala con la Madonna col Bambino e i Santi Jacopo, Girolamo, Nicola da Bari e Sebastiano di Giuliano Panciatichi, forse proveniente dall'altare della chiesa di Santa Maria Maggiore.